# Ignacio de Medina y Fernández de Córdoba
Ignacio de Medina y Fernández de Córdoba (Sevilla, 23 de febrer de 1947) és un arquitecte, conservador i restaurador espanyol. És el XX duc de Sogorb i membre de la casa de Medinaceli, a més és president de la Fundació Casa Ducal de Medinaceli, encarregada de vetllar pel patrimoni arquitectònic i artístic de la casa ducal.
És el fill menor de Rafael de Medina y Vilallonga i de Victoria Eugenia Fernández de Córdoba y Fernández de Henestrosa, XVIII duquessa de Medinaceli, l'únic fill que resta en vida. D'altra banda, es va casar a Sevilla el 24 d'octubre de 1985 amb Maria da Gloria de Orleáns y Bragança, cosina carnal del rei Joan Carles I d'Espanya. La parella ha tingut dues filles, Sol María de la Blanca i Ana Luna.
Es diu que Ignacio va ser animat per la seva mare a encarregar-se de la gestió del llegat de la casa ducal de Medinaceli, de fet, actualment és el president de la Fundació Casa Ducal de Medinaceli, fundada el 1980 per la difunta duquessa, i que aglutina el patrimoni arquitectònic i artístic de la família. Hom ha afirmat, especialment el seu germà Rafael, que Ignacio va ser afavorit per la seva mare en detriment dels seus fills grans, trencant així l'ordre tradicional familiar i donant-li grans poders en el sí familiar i de la fundació.
Després d'un any de la mort de la seva mare, Ignacio va sol·licitar una vintena de títols nobiliaris que també podria reclamar el seu nebot, Marco de Hohenlohe, situació que va ser interpretada per la premsa com una guerra familiar interna, quelcom que ha negat el duc de Sogorb, i afirma que «[…] cada uno está defendiendo sus derechos según la interpretación del Derecho.» i que, de fet, ell treballa amb el seu nebot a la fundació ducal, de la qual Marco n'és adjunt de presidència.
És una personalitat pròxima a la cultura, és i ha estat membre de diverses institucions internacionals vinculades a l'art i l'arquitectura, entre elles la Fundació Mapfre Tavera, dedicada a la preservació del patrimoni bibliogràfic llatinoamericà i a la SAVE-Venice Heritage, dedicada a la protecció de la ciutat de Venècia. És arquitecte i restaurador, va ser artífex de la recuperació de l'antic call de Sevilla, generalment ha utilitzat la fortuna familiar per adquirir casals i palaus antics, els ha restaurat i després venut o, altrament, els ha convertit en hotels; també va decorar Sevilla durant el casament de la infanta Elena de Borbó. Al capdavant de la Fundació Casa Ducal de Medinaceli, gestiona nombroses peces arquitectòniques i artístiques pertanyents al llegat de la casa ducal, repartides per tota la geografia espanyola. A diferència d'altres persones relacionades de o amb la seva família, ha estat sempre una persona reservada pel que fa a la premsa rosa i ha estat crític amb els valors culturals dels mitjans de comunicació i, fins i tot, de la forma en què s'ha tractat la cultura des del govern espanyol, a la qual, afirma, sempre s'ha donat un caràcter eminentment estatal.

## Títols
Té els següents títols:
- XX Duc de Sogorb (des de 1969)
- XI Comte de Moriana del Río (1967-1987)
- LII Comte d'Empúries (1987-2006)
- XX Comte de Ribadavia (des de 2003)
- XVI Comte de Ricla (2003-2006)